# Resolutie 1634 Veiligheidsraad Verenigde Naties
Resolutie 1634 van de Veiligheidsraad van de Verenigde Naties werd unaniem door de VN-Veiligheidsraad aangenomen op 28 oktober 2005 en verlengde het mandaat van de VN-missie in de Westelijke Sahara met een half jaar.

## Achtergrond
Begin jaren 1970 ontstond een conflict tussen Spanje, Marokko, Mauritanië en de Westelijke Sahara zelf over de Westelijke Sahara dat tot dan in Spaanse handen was. Marokko legitimeerde zijn aanspraak op basis van historische banden met het gebied. Nadat Spanje het gebied opgaf bezette Marokko er twee derde van. Het land is nog steeds in conflict met Polisario dat met steun van Algerije de onafhankelijkheid blijft nastreven. Begin jaren 1990 kwam er een plan op tafel om de bevolking van de Westelijke Sahara via een volksraadpleging zelf te laten beslissen over de toekomst van het land. Het was de taak van de VN-missie MINURSO om dat referendum op poten te zetten. Het plan strandde later echter door aanhoudende onenigheid tussen de beide partijen waardoor ook de missie nog steeds ter plaatse is.

## Inhoud

### Waarnemingen
Op 18 augustus had Polisario de nog resterende 404 Marokkaanse krijgsgevangenen vrijgelaten. Beide partijen werden nog eens opgeroepen samen te werken met het Rode Kruis om ook het lot van de personen die al sinds het begin van het conflict worden vermist op te helderen.

### Handelingen
Het was voorts noodzakelijk dat de militaire akkoorden die met MINURSO waren bereikt werden gerespecteerd. Het mandaat van MINURSO werd ook verlengd tot 30 april 2006. Ten slotte werd de secretaris-generaal gevraagd om voor het einde van dat mandaat te rapporteren over de situatie.

## Verwante resoluties
- Resolutie 1570 Veiligheidsraad Verenigde Naties (2004)
- Resolutie 1598 Veiligheidsraad Verenigde Naties
- Resolutie 1675 Veiligheidsraad Verenigde Naties (2006)
- Resolutie 1720 Veiligheidsraad Verenigde Naties (2006)

Lijst ·  1581 ·  1582 ·  1583 ·  1584 ·  1585 ·  1586 ·  1587 ·  1588 ·  1589 ·  1590 ·  1591 ·  1592 ·  1593 ·  1594 ·  1595 ·  1596 ·  1597 ·  1598 ·  1599 ·  1600 ·  1601 ·  1602 ·  1603 ·  1604 ·  1605 ·  1606 ·  1607 ·  1608 ·  1609 ·  1610 ·  1611 ·  1612 ·  1613 ·  1614 ·  1615 ·  1616 ·  1617 ·  1618 ·  1619 ·  1620 ·  1621 ·  1622 ·  1623 ·  1624 ·  1625 ·  1626 ·  1627 ·  1628 ·  1629 ·  1630 ·  1631 ·  1632 ·  1633 ·  1634 ·  1635 ·  1636 ·  1637 ·  1638 ·  1639 ·  1640 ·  1641 ·  1642 ·  1643 ·  1644 ·  1645 ·  1646 ·  1647 ·  1648 ·  1649 ·  1650 ·  1651